# Xh (диграф)
Xh, xh — диграф, используемый в албанском, цахурском и тлингитском языках.

## Использование
Является 33-й буквой албанского алфавита, называется «xhë» (джа) и обозначает звук [d͡ʒ].
Используется в канадском варианте тлингитского алфавита, где обозначает звук [χ]. В американском варианте этому диграфу соответствует буква x̲.
Также используется в цахурском словаре, выпущенном в Азербайджане в 2015 году, где является 16-й буквой алфавита, обозначает звук [x] и соответствует диграфу Хь в кириллическом алфавите.